# Parablastoidea
Parablastoidea — вимерлий клас голкошкірих (Echinodermata), який існував в ордовицькому періоді (472—458 млн років тому).

## Опис
Це були стебельчасті голкошкірі, у яких тека прикріплювалася до субстрату за допомогою стебла. Вони мали дворядні брахіоли, добре розвинену п'ятибічну симетрію, а амбулакрали складалися з дворядних пластин. Parablastoidea відрізняються від бластоїдей великим числом табличок теки та будовою амбулакрів. Оральна і аборальна частини досить добре відокремлені. Ротовий отвір знаходиться в центрі.

## Роди
- Blastocystis
- Blastoidocrinus
- Cambroblastus
- Eurekablastus
- Meristoschisma
- Pachyocrinus
- Parabolablastus